# 谢里夫哈里发国
谢里夫哈里发国（羅馬化：al-Khilāfa al-Sharīfiyya）是1924年由漢志的谢里夫家族领导人建立的哈里发国，取代由穆斯塔法·凯末尔·阿塔图尔克废除的奥斯曼哈里发国。尽管哈希姆家族在历史上曾多次成为哈里发，麦加谢里夫侯赛因·本·阿里是他所属的家族分支的唯一一个使用“哈里发”头衔的人。
在阿拉伯世界，这标志着长期以来从奥斯曼手中夺回“哈里发”头衔的努力达到顶峰。早在1883年，当谢赫哈马特丁占领萨那并呼吁由阿拉伯赛义德担任哈里发时，首次爆发了挑战奥斯曼哈里发合法性并要求由阿拉伯人担任哈里发的阿拉伯起义。
然而，直到奥斯曼哈里发被凯末尔派废除后，侯赛因·本·阿里才于1924年3月自称哈里发。他对奥斯曼哈里发持多重态度；虽然他敌视奥斯曼哈里发，但他选择等待其正式废除后再称哈里发，以免通过并立两个哈里发而破坏穆斯林世界的统一。他还在经济上支持流亡中的奥斯曼王朝，避免其家族破产。
侯赛因·本·阿里的哈里发地位遭到英国、法国、錫安主義者和瓦哈比派的反对，但他当时获得了广大穆斯林群众的支持，也得到了末代奥斯曼苏丹穆罕默德六世的支持。尽管1925年汉志王国被内志苏丹国灭亡，侯赛因被英军流放和囚禁于塞浦路斯，侯赛因在1931年去世前一直使用“哈里发”头衔。